# Betta unimaculata
Betta unimaculata är en fiskart som först beskrevs av Popta, 1905.  Betta unimaculata ingår i släktet Betta och familjen Osphronemidae. Inga underarter finns listade.